# Kék pásztor
A kék pásztor (Orthetrum coerulescens), más néven a karcsú pásztorszitakötő, a laposhasú acsafélék családjába tartozó, a mediterrán térségben és Közép-Európában elterjedt szitakötőfaj.

## Megjelenése
A kék pásztor viszonylag kis szitakötő, a hazai Orthetrum-fajok közül a legkisebb. Testhossza 40–44 mm (ebből a potroh 25–31 mm), a hátsó szárny hossza 28–33 mm. Szárnyjegye hosszú és sárgás vagy barnás színű. A kifejlett hímek potroha és tora hamvaskék, szemei kékesszürkék-türkizkékek. A potroh lapos, nincsenek rajta fekete foltok és felül, középen kis él húzódik végig egész hosszában. Homloka sárgásbarna.
A nőstények és fiatal hímek sárgák-barnássárgák. A nőstény potrohának közepén vékony fekete vonal húzódik, illetve a szelvényhatárokat is fekete csíkok jelzik. A hímek színtelen szárnyával szemben a szárnyak töve sárgásan elszíneződik.
16–19 mm-es lárvája kikeléskor világosszürkék, később aranybarnára színeződnek.
Hasonló faj a vízi pásztor (Orthetrum cancellatum), de annak szárnyjegye fekete, a hím potrohának vége elfeketedik, a nőstény potrohán pedig két fekete csík vonul végig.     

## Elterjedése
A Földközi- és Fekete-tenger környékén és Közép-Európában elterjedt faj, de kisebb populációi Észak- és Nyugat-Európában is előfordulhatnak. Az utóbbi húsz évben terjeszkedőben van. Magyarországon az egész országban megtalálható, de nem túl gyakori és inkább csak helyenként vannak populációi. 

## Életmódja
Lárvája lápokban, tőzeges tavacskákban, árkokban, csatornákban él; mind álló- mind folyóvizekben. Az imágókkal június elejétől augusztus végéig lehet találkozni. Hajlamosak nagyobb távolságokra, a vizektől távolra elkóborolni. A párzás tandem formációban történik és 5-120 másodpercig tart. A lerakott petékből 5-6 hét múlva kelnek ki a lárvák, amelyek fejlődési ideje két év.
Magyarországon nem védett. 

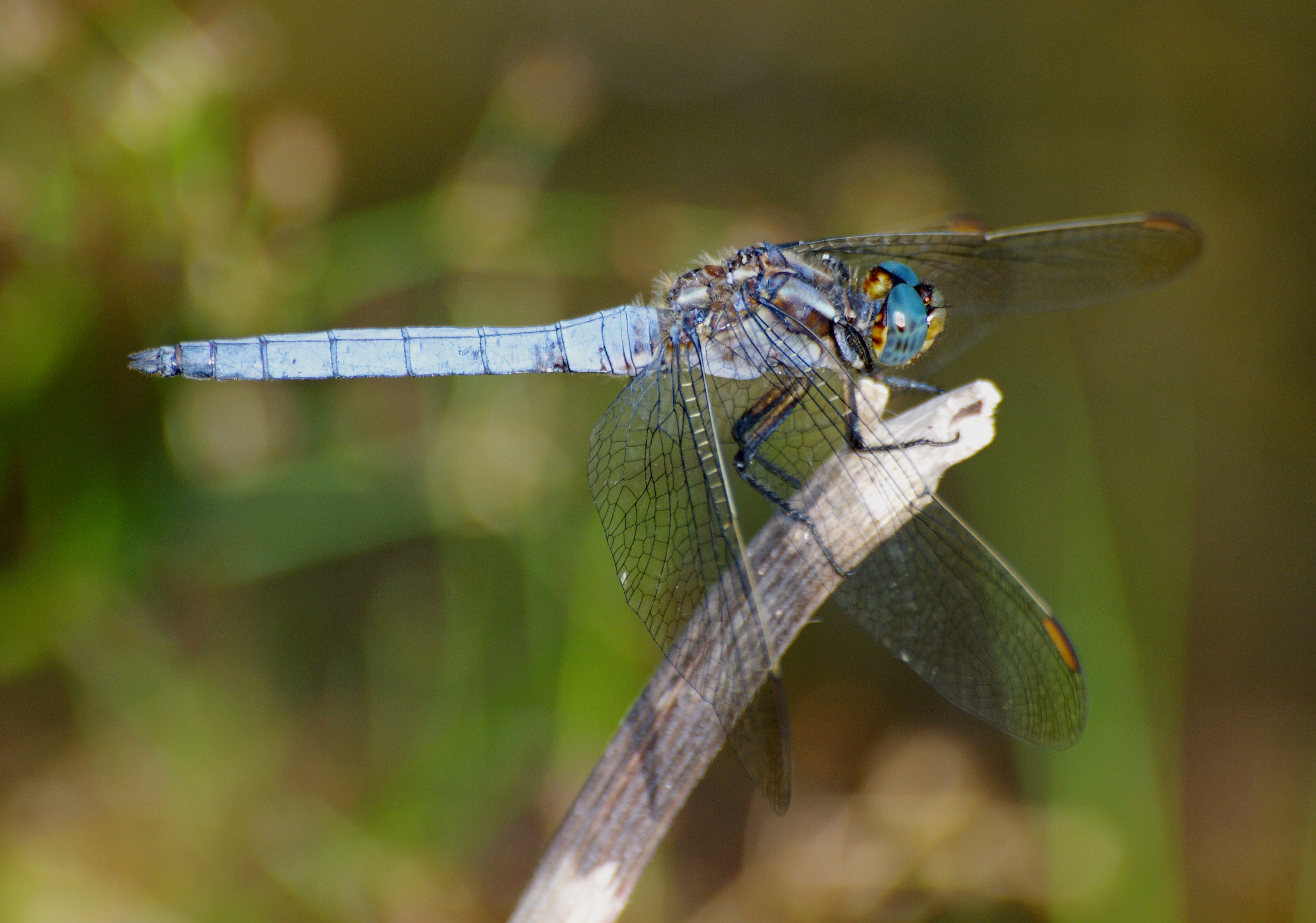
Hím kék pásztor
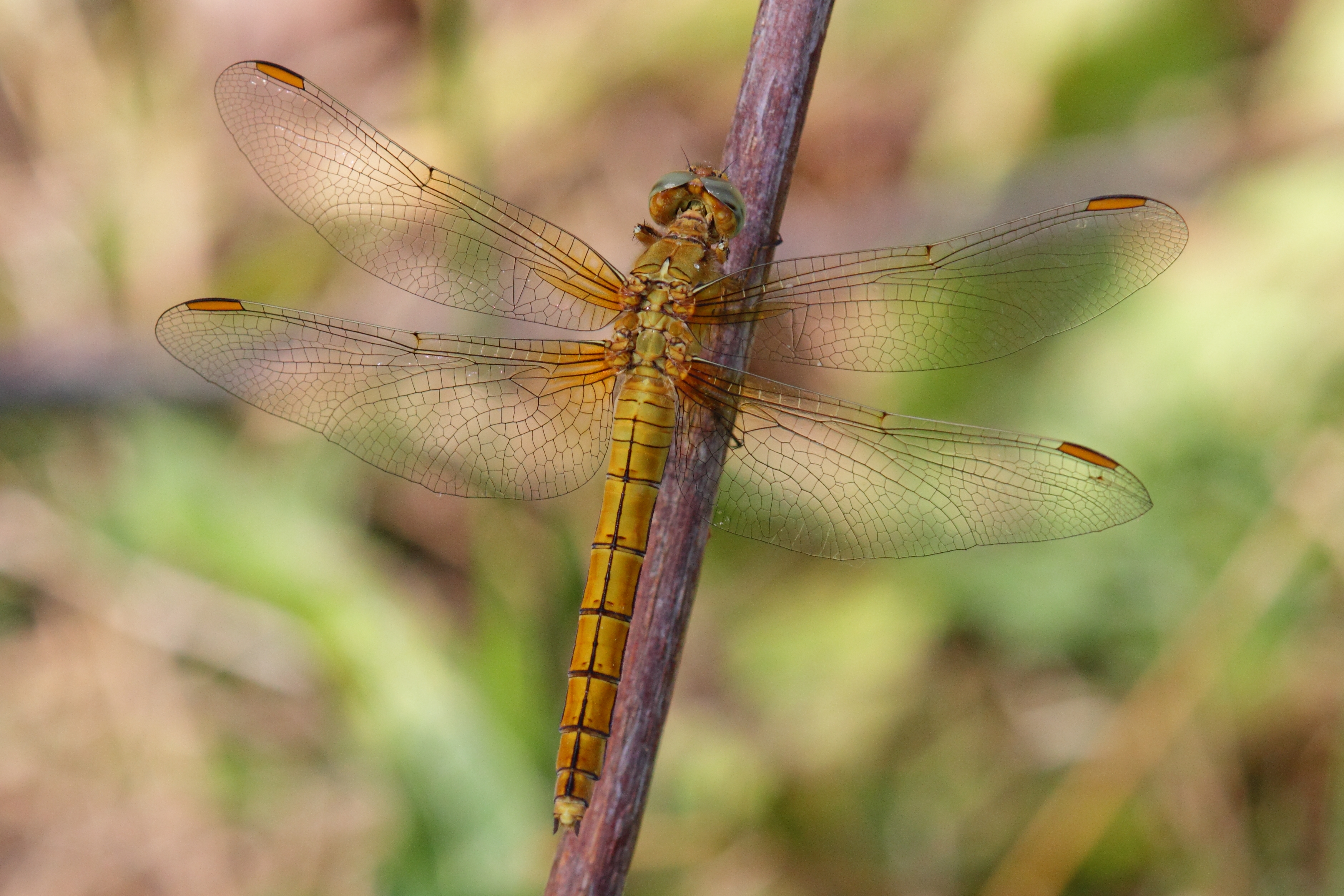
Nőstény
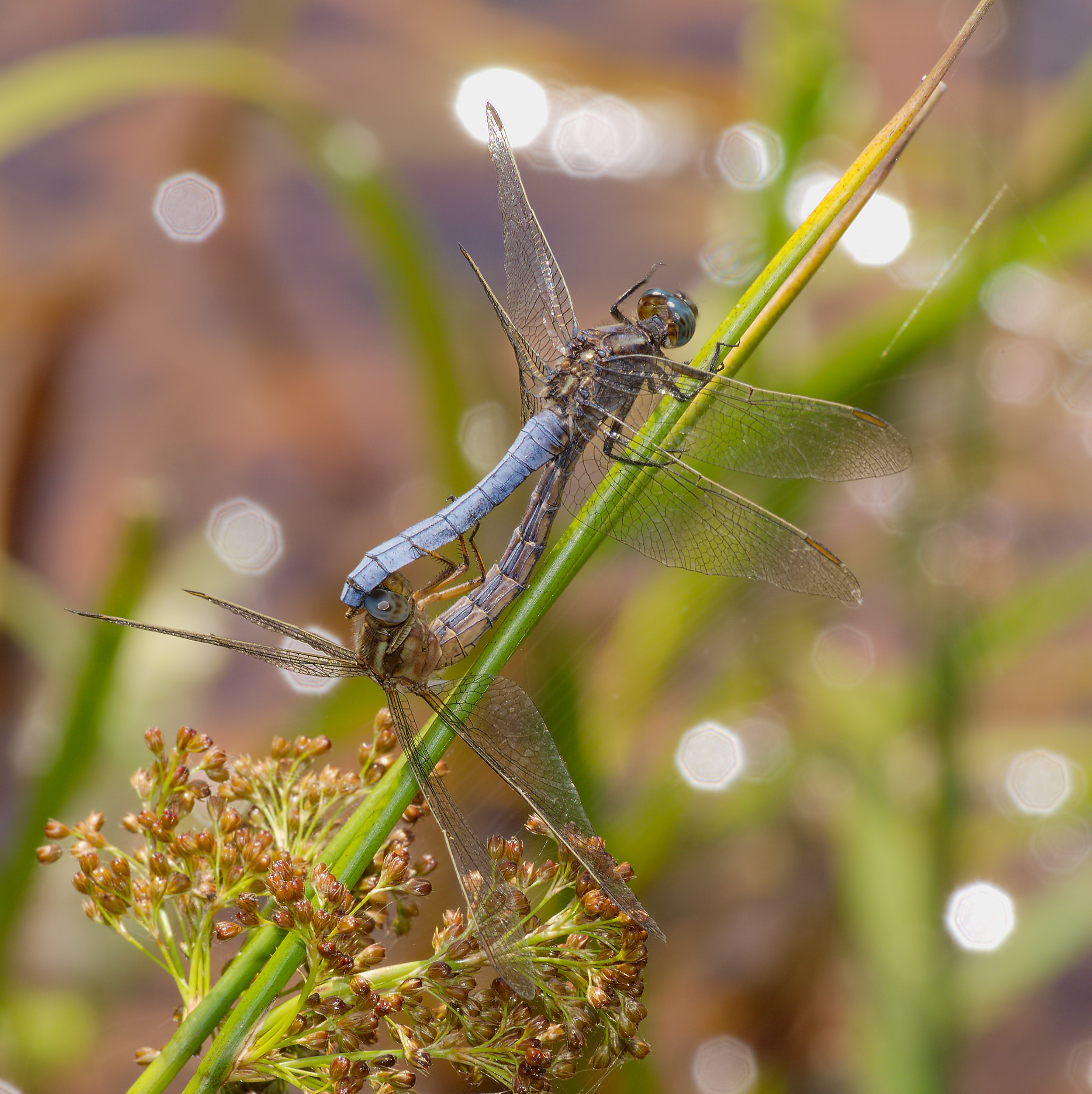
Párosodás
- A nőstény videón